# センカクモグラ

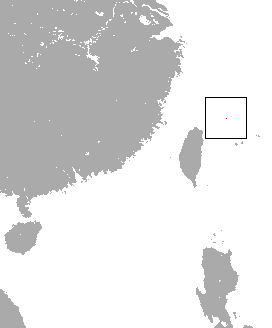
分布域

センカクモグラ(尖閣土竜、Mogera uchidai)は、哺乳綱真無盲腸目モグラ科モグラ属に分類される哺乳類。

## 分布
日本（尖閣諸島魚釣島）固有種

## 形態
体長12.99センチメートル。尾長1.2センチメートル。体重42.7グラム。
頭骨の吻がやや短い。歯数は計38本。後足長1.6センチメートル。

## 分類
1979年に魚釣島の海岸周辺の草地で模式標本となったメス個体が採集されたのみ。
モグラ科の他種よりも歯数が少ないことからモノタイプ（本種のみでセンカクモグラ属Nesoscaptorを構成する）の新属新種として記載された。2001年にタイワンモグラと頭骨が類似すること・タイワンモグラMogera insularisの歯数に変異が見られることから、モグラ属に含める説が提唱された。
1976年6月に魚釣島の海岸近くの草地で採集されたメス1個体の標本があるのみで詳細は不明である。

## 生態
多くのモグラ類は土壌層があまり発達しない熱帯域には分布しないが、魚釣島中部にはやや気温が低い雲霧林があることが本種の分布と関連していることが示唆されている。

## 人間との関係
模式標本となった個体の採集例しかないため、本種に関する知見はない。分布が非常に限定的であることから、生息数は元々少ないと考えられている。人為的に移入されたヤギによる裸地の増加、植生の変化、土壌流出などによる影響が懸念されている。魚釣島では1978年に与那国島からヤギが雌雄1頭ずつ持ち込まれた。1991年の調査では南斜面だけでも約300頭のヤギが確認され、島全体を覆う森林内や北斜面にはより多くの個体がいたと考えられている。魚釣島では衛星画像の調査から裸地の増加、南斜面では幅150メートルに達する崩落が確認されている。2017年現在、沖縄県レッドリストでは絶滅危惧IA類と判定されている。
絶滅危惧IA類 (CR)（環境省レッドリスト）
2010年10月7日に、登山家の野口健や獣医学博士で元衆議院議員の山際大志郎、富山大学准教授の横畑泰志を発起人とする「センカクモグラを守る会」が設立された。同会はセンカクモグラをはじめ、センカクサワガニやセンカクツツジなど、魚釣島固有の動植物11種を守る対象とし、日本政府へ上陸調査を要請していくとしている。